# ヨーデルの女
『ヨーデルの女』（ヨーデルのおんな）は、チューリップテレビ（富山県）で2017年9月21日から不定期に放送されているショートアニメである。

## 概要
2017年9月21日より不定期のCM枠や、天気予報フィラーなどで放送している。
チューリップテレビの自社制作番組『#きとキュン♡トラベラー with T』のオープニングや番組内でもしばし登場する。
2018年6月19日に公開された「ヨーデル女 天気予報 柴田理恵篇」では富山県出身の柴田理恵や落語家の立川志の輔、YouTuberのはじめしゃちょーが登場している。

## 登場人物
ヨーデルの女（ヨーデルのおんな）
声 - 北川桜
「♪本音が　よ〜出るよ」と、誰しもが思っていながら口に出せずにいる本音をヨーデルの歌にのせて伝える。少女っぽい格好だが、お察しのとおり、歳は少しいっている。

## スタッフ
- 企画プロデュース・脚本 - 高須光聖
- ディレクター - そろそろ谷川
- 演出・作画 - 谷口崇
- 歌 - 北川桜
- アルプホルン - ダビット・ノイエンベルク
- アニメーション制作 - DLE
- 製作 - 「ヨーデルの女」製作委員会（DLE、株式会社エモクリ、AOI Pro. 、チューリップテレビ[2]）

## 各話リスト
| 話数 | サブタイトル               | 配信日        |
| ---- | -------------------------- | ------------- |
| #1   | 高校野球篇                 | 2017年9月21日 |
| #2   | かき氷篇                   | 2018年1月3日  |
| #3   | うざい「IT男」に歌います。 | 2019年4月23日 |
| #4   | インスタ映え女に歌います。 | 2019年8月13日 |

| 話数 | サブタイトル                     | 配信日         |
| ---- | -------------------------------- | -------------- |
| #1   | ヨーデルの女 天気予報            | 2017年10月26日 |
| #2   | ヨーデルの女 天気予報 柴田理恵篇 | 2018年6月19日  |

## コラボCM
- ユニリーバ[3][4] - 富山県・石川県・福井県限定、近藤あや出演
- マウスコンピューター[3] - 富山県・石川県限定
- ミッションインポッシブル[3] - 富山県限定
- 日清食品 カップヌードル富山・氷見カレー 「富山のスター 八村塁 篇」[3][5] - WEB限定